# 松ヶ崎亀田インターチェンジ
松ヶ崎亀田インターチェンジ（まつがさきかめだインターチェンジ）は、秋田県由利本荘市松ヶ崎にある、日本海東北自動車道のインターチェンジ（地域活性化インターチェンジ）である。高速道路や国道にある電光掲示板では、文字数の都合から「松亀IC」と表示されることがある。

## 道路

### 本線
- E7 日本海東北自動車道（14-2番）

### 接続する道路
- 直接接続
  - 由利本荘市道松ヶ崎亀田線
- 間接接続
  - 国道341号
  - 秋田県道69号本荘岩城線
  - 国道7号

## 歴史
- 2007年（平成19年）9月17日 :  両前寺仮出入口（廃止済み）- 岩城IC間開通に伴い、供用開始[1]。

## 周辺
- JR東日本羽越本線 羽後亀田駅
- 天鷺村（亀田城）

## 隣
E7 日本海東北自動車道
(14)本荘IC - (14-1)大内JCT（大内IC） - (14-2)松ヶ崎亀田IC - (15)岩城IC